# Fédération européenne des syndicats des mines, de la chimie et de l'énergie
 (août 2023).
La Fédération européenne des syndicats des mines, de la chimie et de l’énergie (EMCEF de son nom anglais European Mine, Chemical and Energy Workers’ Federation) est la fédération syndicale européenne des ouvriers de l'industrie chimique, des mines et de l'énergie. Elle est affiliée à la Confédération européenne des syndicats et est l'organisation régionale de la Fédération internationale des syndicats de travailleurs de la chimie, de l'énergie, des mines et des industries diverses.